# Holzheim (Neu-Ulm)
 For alternative betydninger, se Holzheim. (Se også artikler, som begynder med Holzheim)
Holzheim er den næststørste by i Regierungsbezirk Schwaben i den tyske delstat Bayern. Den er en del af Verwaltungsgemeinschaft Pfaffenhofen an der Roth.

## Geografi
Holzheim ligger i Region Donau-Iller in Mittelschwaben.
Ud over Holzheim ligger i kommunen landsbyen Neuhausen.

### Nabokommuner
| Neu-Ulm Bydelen Burlafingen | Neu-Ulm Bydelen Steinheim   | Pfaffenhofen a.d.Roth Bydelen Remmeltshofen |
| Neu-Ulm Bydelen Finningen   | Vindrose                    | Pfaffenhofen a.d.Roth Bydelen Roth          |
| Neu-Ulm Bydelen Reutti      | Neu-Ulm Bydelen Holzschwang | Pfaffenhofen a.d.Roth Bydelen Luippen       |